# Rolf Huisgen
Rolf Huisgen (13 de junio de 1920 - 26 de marzo de 2020) fue un químico alemán. Su importancia en la química orgánica sintética se extiende a la enorme influencia que tuvo en los departamentos de química de la posguerra en Alemania y Austria, debido a que un gran número de sus discípulos se convirtieron en profesores. Su mayor logro fue el desarrollo de la reacción de cicloadición 1,3-dipolar, también llamada cicloadición de Huisgen.

## Vida
Huisgen nació en Gerolstein en Renania-Palatinado y  comenzó a estudiar química y matemáticas en la Universidad de Bonn en 1939 y, cuando la universidad cerró debido a la guerra, cambió a estudiar química en la Universidad Ludwig Maximilian de Múnich (LMU Múnich) en 1940. Como alumno del Premio Nobel de Química Heinrich Otto Wieland completó su doctorado en 1943 con una tesis sobre un alcaloide de estricnina. Completó su habilitación en 1947 y fue nombrado profesor de química orgánica en el Instituto Químico de la Universidad de Tubinga en 1949, dirigido por Georg Wittig. Regresó a la Universidad de Múnich en 1952 como profesor titular y director del Instituto de Química Orgánica, sucediendo a Wieland,  y siguió dedicándose a la investigación mucho tiempo después de alcanzar el estatus de emérito allí en 1988.
Uno de sus mayores logros fue el desarrollo de la reacción de cicloadición 1,3-dipolar, también conocida como cicloadición de Huisgen o reacción de Huisgen. La reacción de Huisgen es de suma importancia para la síntesis de compuestos heterocíclicos, como vitaminas, alcaloides y antibióticos.
Huisgen fue miembro de la Academia Estadounidense de las Artes y las Ciencias desde 1960. También fue miembro de la Academia Nacional Alemana de Ciencias Leopoldina y miembro honorario de la Real Sociedad de Química. Fue Miembro Honorario de la Gesellschaft Deutscher Chemiker y de la Sociedad Química de Japón . Fue galardonado con la Medalla Liebig en 1961, la Medalla Lavoisier de la Société Chimique de France en 1965 y la Medalla Adolfo Quilico de la Società Chimica Italiana en 1987, entre otras. Fue elegido miembro de la Academia Nacional de Ciencias en 1989. Recibió varios doctorados honoris causa, incluido uno de la FU Berlín en 2010.

## Vida personal
Su hija, la matemática Birge Huisgen-Zimmermann, nació en 1946. Murió en Múnich el 26 de marzo de 2020, a la edad de 99 años.

## Publicaciones
- Huisgen, Rolf; Grashey, Rudolf; Sauer, Jürgen (1964). «Cycloaddition reactions of alkenes». The Alkenes: Vol. 1 (1964). Chichester, UK: John Wiley & Sons, Ltd. pp. 739-953. ISBN 978-0-470-77104-4. doi:10.1002/9780470771044.ch11.
- Huisgen, Rolf (7 de julio de 1963). «1.3-Dipolare Cycloadditionen Rückschau und Ausblick». Angewandte Chemie (en alemán) (Wiley) 75 (13): 604-637. Bibcode:1963AngCh..75..604H. ISSN 0044-8249. doi:10.1002/ange.19630751304.
- Huisgen, Rolf (1994). The adventure playground of mechanisms and novel reactions. Washington, DC: American Chemical Society. ISBN 978-0-8412-1832-1. OCLC 30399911.

## Literatura
- Rüchardt, Christoph; Sauer, Jürgen; Sustmann, Reiner (2005). «Rolf Huisgen: Some Highlights of His Contributions to Organic Chemistry». Helvetica Chimica Acta 88 (6): 1154. doi:10.1002/hlca.200590098.
- Houk, Kendall N. (2010). «Rolf Huisgen's Profound Adventures in Chemistry». Helvetica Chimica Acta 93 (7): 1241-1260. doi:10.1002/hlca.201000209.